# Jadarit
Jadarit – minerał z gromady krzemianów, borokrzemian wodorotlenek litowo-sodowy.
Po raz pierwszy znaleziony w dolinie rzeki Jadar w Serbii, stąd nazwa. W 2006 r. został uznany przez International Mineralogical Association. Jego odkrycie przykuło uwagę mediów, ponieważ jego skład chemiczny jest bardzo podobny do tego, który został podany dla kryptonitu w filmie Superman: Powrót z 2006 roku („krzemian wodorotlenek sodu litu boru z fluorem”). Jadarit nie zawiera jednak fluoru.